# Чилоечес
Чилоечес (ісп. Chiloeches) — муніципалітет в Іспанії, у складі автономної спільноти Кастилія-Ла-Манча, у провінції Гвадалахара. Населення — 2961 особа (2010).
Муніципалітет розташований на відстані близько 49 км на схід від Мадрида, 6 км на південь від Гвадалахари.
На території муніципалітету розташовані такі населені пункти: (дані про населення за 2010 рік)
- Альбольєке: 7 осіб
- Чилоечес: 1534 особи
- Ель-Клавін: 151 особа
- Ла-Селада: 413 осіб
- Ель-Мапа: 437 осіб
- Монте-де-лос-Сантос: 419 осіб
- Касасола: 0 осіб

## Демографія
Динаміка населення (INE ):

## Галерея зображень

Розташування муніципалітету у провінції Гвадалахара